# برهنه نشسته بر نیمکت
برهنه نشسته بر نیمکت (زن زیبای رومی) (به انگلیسی: (Nude Sitting on a Divan (The Beautiful Roman Woman) یک نقاشی رنگ روغن اثر هنرمند ایتالیایی آمادئو مودیلیانی است. این اثر یک زن نیمه‌برهنه نشسته روی کاناپه را به‌همراه پس‌زمینه‌ای قرمز و گرم به‌تصویر می‌کشد. این نقاشی بخشی از مجموعه نقاشی‌های برهنه‌ای است که مودیلیانی در سال ۱۹۱۷ کشید و همان سال پس از به‌نمایش درآمدن در پاریس جنجال‌آفرین شد. برهنه نشسته بر نیمکت در ۲ نوامبر سال ۲۰۱۰ در حراجی‌ای در نیویورک به قیمت ۶۸/۹ میلیون دلار آمریکا فروخته‌شد و رکورد گران‌قیمت‌ترین اثر مودیلیانی را شکست.
بیشتر آثار شناخته‌شده مودیلیانی تشکیل‌شده از چند ده نقاشی برهنه‌ای است که او بین سال‌های ۱۹۱۶ تا ۱۹۱۹ کشید.
این مجموعه‌های برهنه توسط فروشنده و دوست مودیلیانی، لئوپولد زبوروفسکی، سفارش داده شدند. او به هنرمند اجازه استفاده از آپارتمانش را داد و نیز مواد نقاشی و مدل‌های نقاشی‌ها را برای او فراهم می‌کرد.
برهنه نشسته بر نیمکت در سال ۱۹۹۹ به قیمت ۱۶/۷ میلیون دلار در ساتبیز فروخته شد، که در آن زمان گرانترین اثر هنرمند به‌شمار می‌آمد. رکورد پیشین گرانترین اثر مودیلیانی، متعلق به مجسمه‌ای به قیمت ۵۲/۶ میلیون دلار بود.